# 무레촌 (야마구치현)
무레촌(牟礼村)은 야마구치현 사바군에 설치되었던 촌이다. 현재의 호후시에 해당한다.
현재는 호후시의 한 지역으로 방후시청 무례출장소가 자리잡고 있다. 전후 경제 발전에 따라 호후시내에 공장이 속속 들어서면서 택지 개발이 진행되어 지역 인구가 급증했고, 현재 무례지구는 주택가가 밀집한 베드타운이 되었다.

## 역사
- 1889년 4월 1일 - 정촌제 시행에 의해 2촌의 구역을 가지고 성립하였다.
- 1936년 8월 25일 - 호후정, 나카노세키정, 하나기촌과 합병해 호후시가 성립, 동일 무레촌은 폐지되었다.

## 참고문헌
- 角川日本地名大辞典 35 山口県